# (38560) 1999 VC123
1999 VC123 (asteroide 38560) é um asteroide da cintura principal. Possui uma excentricidade de 0.16632080 e uma inclinação de 2.42638º.
Este asteroide foi descoberto no dia 5 de novembro de 1999 por Spacewatch em Kitt Peak.